# Горний (Червоногвардійський район)
Го́рний (рос. Горный) — селище у складі Червоногвардійського району Оренбурзької області, Росія.

## Населення
Населення — 26 осіб (2010; 32 у 2002).
Національний склад (станом на 2002 рік):
- росіяни — 94 %